# 君は月夜に光り輝く
『君は月夜に光り輝く』（きみはつきよにひかりかがやく）は、佐野徹夜による日本の小説。2017年2月にメディアワークス文庫より刊行。2019年2月には、主人公たちのその後を描いた続編となる短編集『君は月夜に光り輝く +Fragments』がメディアワークス文庫より刊行された。略称は「君月」。発光病という不治の病に侵された女子高校生が残り少ない生命においてやり残したことを、偶然病院にやって来た同級生の男子高校生に「代行」してもらうことで互いに心を通わせていく恋愛小説である。
佐野は本作で2016年に第23回電撃小説大賞を受賞し、作家デビューした。2021年6月時点でシリーズ累計発行部数は70万部を突破している。
2019年3月に実写版映画が公開。

## あらすじ
高校1年生になった岡田卓也は、同級生の渡良瀬まみずのお見舞いを任される。
彼女の病名は発光病。月に照らされると身体が光ることが特徴の病気である。原因も不明で、治療法も無い。しかし難病さえ無ければ普通の女子高生で、他のクラスメイトの女子とは比べ物にならないくらい美人だった。
まみずに「死ぬまでにやりたいこと」があると知った卓也は、病院から出ることができないまみずの「死ぬまでにやりたいこと」を叶えるために手伝うことになった。こうして卓也と死が迫るまみずの奇妙な縁が始まったのだった。

## 登場人物
岡田卓也（おかだ たくや）
高校1年生。姉を交通事故で失ってからは生きることに嫌気が差している。まみずの見舞いを任される。
渡良瀬まみず（わたらせ まみず）
岡田卓也と同じ高校に通う高校1年生。しかし、発光病という不治の病に侵されて以降は病院生活を余儀なくされている。卓也に死ぬまでにやりたいことをしてもらう。
香山彰（かやま あきら）
卓也とまみずの同級生であり、卓也の学友。卓也の恩人でもある。
岡田鳴子（おかだ めいこ）
卓也の姉。交通事故で15歳で亡くなった。
平林リコ（ひらばやし リコ）
卓也がアルバイトをしている勤め先の先輩。

## 書誌情報

### 小説

#### 君は月夜に光り輝く
- 2017年2月25日発売[6]、ISBN 978-4-04-892675-1
- 2019年6月より、Audibleにて德石勝大の朗読でオーディオブック化された。

#### 君は月夜に光り輝く +Fragments（短編集）
- 2019年2月23日発売[7]、ISBN 978-4-04-912339-5

### 漫画
『ダ・ヴィンチ』（KADOKAWA）において、2018年9月号から2019年8月号まで連載された。
- マツセダイチ（作画）・佐野徹夜（原作）・loundraw（キャラクターデザイン） 『君は月夜に光り輝く』 KADOKAWA〈MFコミックス〉、全2巻
  1. 上巻 2019年2月22日発売[9]、ISBN 978-4-04-065155-2
  2. 下巻 2019年7月22日発売[10]、ISBN 978-4-04-065156-9

## 映画
2019年3月15日に公開。監督は月川翔、主演は北村匠海と永野芽郁。

### キャスト
- 渡良瀬まみず：永野芽郁
- 岡田卓也：北村匠海
- 香山彰：甲斐翔真
- 岡田鳴子：松本穂香
- 平林リコ：今田美桜
- 渡良瀬律：生田智子
- 岡崎：優香
- 岡田恭子：長谷川京子
- 深見真：及川光博

### スタッフ
- 原作：佐野徹夜『君は月夜に光り輝く』（メディアワークス文庫 / KADOKAWA刊）
- 監督・脚本：月川翔
- 音楽：伊藤ゴロー
- 劇中音楽：歌川幸人
- 主題歌：SEKAI NO OWARI「 蜜の月 -for the film-」
作詞・作曲：Fukase / 編曲：SEKAI NO OWARI、小林武史
（TOY'S FACTORY）
- 劇中使用曲：「幸せなら手をたたこう」（アメリカ民謡）
- 劇中歌詞使用：「himawari」（作詞・作曲：桜井和寿 / ©2017 by ENJING-ON INC,TOY'S FACTORY MUSIC  OORONG-SHA）
- 製作：市川南
- エグゼクティブ・プロデューサー：山内章弘
- 企画・プロデュース：春名慶、岸田一晃
- プロデューサー：神戸明
- ラインプロデューサー：濱崎林太郎
- 撮影：柳田裕男（J.S.C.）
- 美術：五辻圭
- 録音：加藤大和
- 照明：宮尾康史
- 編集：坂東直哉
- 音響効果：大河原将
- 助監督：牧野将
- 製作担当：和氣俊之
- 装飾：安藤千穂
- VFXスーパーバイザー：鎌田康介
- スタイリスト：望月恵
- ヘアメイク：百瀬広美
- スクリプター：中村愛由美
- 俳優担当：舟本佳子
- 音楽プロデューサー：北原京子
- 音楽ミキサー：米田聖、小森雅仁
- 音楽エディター：清水和法
- 音楽制作：佐藤望
- 脚本協力：小根山悠里香
- 劇中劇協力：ウィリアム=シェイクスピア作（小田島雄志訳）『ロミオとジュリエット』（白水Uブックス刊）
- 劇中本協力：中原中也著『中原中也全詩集』（角川ソフィア文庫刊）
- 原作イラスト：loundraw
- プロダクション統括：佐藤毅
- 配給：東宝
- 製作プロダクション：東宝映画
- 製作：「君は月夜に光り輝く」製作委員会（東宝、博報堂DYミュージック&ピクチャーズ、KADOKAWA、ジェイアール東日本企画、S・D・P、博報堂、KDDI、スターダストプロモーション、日本出版販売、ローソンエンタテインメント、LINE、サイバーエージェント、GYAO）